# Makasari
Makasari is een bestuurslaag in het regentschap Sukabumi van de provincie West-Java, Indonesië. Makasari telt 6237 inwoners (volkstelling 2010).